# Dylan Verrechia
Dylan Riis Verrechia (París, 9 de març de 1976) és un director de cinema, autor, guionista i productor de cinema caribeny-danès-franco-nord-americà amb seu a Nova York. Va créixer a Saint Barthélemy al Carib, i va patir una malaltia òrfena que el va tenir postrat durant molts anys. Llicenciat amb honors a la Tisch School of the Arts de la Universitat de Nova York, les pel·lícules de Verrechia s'han projectat a festivals de cinema d'arreu del món.

## Filmografia
Tierra Madre (Part II de la Trilogia de Tijuana) va guanyar el 2010 el premi del jurat a la millor pel·lícula al Reeling Chicago Lesbian and Gay International Film Festival el premi del jurat amb menció especial al Festival Internacional de Cinema de Morelia el Premi Diversitat al Festival Internacional de Cinema Gai i Lèsbic de Barcelona el Premi al millor llargmetratge estranger al Festival Internacional de Cinema de Williamsburg, el premi Cinesul a la millor pel·lícula a el Festival de Cinema Iberoamericà Cinesul, la Palma d'Or al Festival Internacional de Cinema de Mèxic, el Premi Menció Honorífica al Festival de Cinema de Nova Jersey, i el Lei de Plata per a l'Excel·lència en la realització de cinema al Festival Internacional de Cinema d'Honolulu.
Kids of the Majestic va guanyar el premi Artivist a la millor pel·lícula en la categoria de defensa infantil al Artist Film Festival & Awards i els premis de reconeixement de direcció i escriptura de l'Associació Nacional d'Artistes de Cinema i Mitjans Digitals. .
Tijuana Makes Me Happy (Part I de la trilogia de Tijuana) va guanyar el Gran Premi del Jurat a la millor pel·lícula narrativa al Slamdance Film Festival de 2007, i el premi Indie Max del Festival de Cinema de San Antonio.
També és el cofundador de Troopers Films (Arakimentari de Travis Klose, guanyador del Festival Internacional de Cinema de Brooklyn de 2004) i 25th Frame (Picture Me de Sara). Ziff, guanyador del Festival Internacional de Cinema de Milà 2009) i explorador d'ubicacions a la frontera mexicana amb Sangre de mi sangre de Christopher Zalla, guanyador del Festival de Cinema de Sundance de 2007).